# کرانلی
کرانلی (به انگلیسی: Cranleigh) یک محله مدنی و روستا در بریتانیا است که در Waverley واقع شده‌است. کرانلی ۳۲٫۷۸ کیلومتر مربع مساحت و ۱۱٬۲۴۱ نفر جمعیت دارد.